# Dynastia Liang

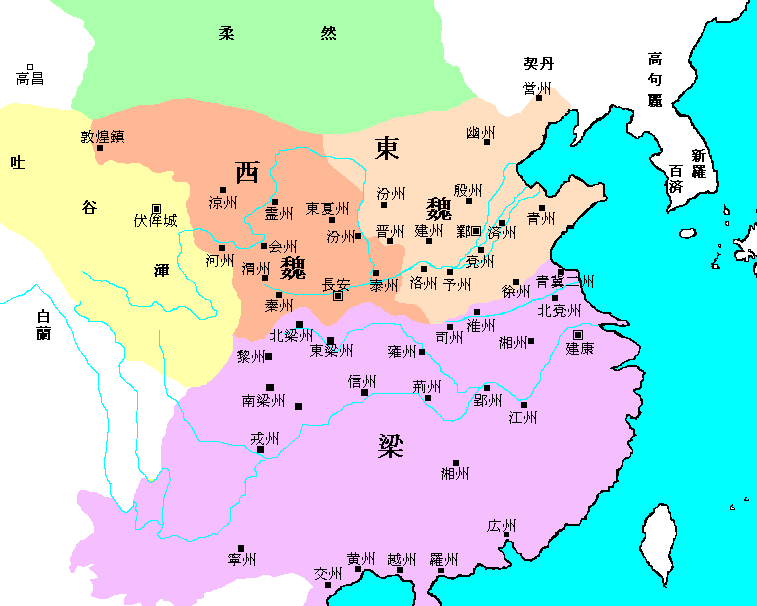
Mapa Chin za czasów dynastii Liang (kolor fioletowy); zachodnia dynastia Wei – ciemnoróżowa, wschodnia – jasno; żółtym zaznaczono terytorium Tuyuhun

Dynastia Liang (chiń. 梁朝; pinyin Liáng cháo) – dynastia panująca w południowych Chinach w Okresie Dynastii Południowych i Północnych (420 - 589) w latach 502 - 556.
Założycielem dynastii był Xiao Yan (502 - 549), należący do rodu panującego poprzedniej dynastii rządzącej w południowych Chinach, Południowej dynastii Qi (479 - 502). Wyszedł on zwycięsko z walk jakie wybuchły pomiędzy członkami rodu Xiao po śmierci cesarza Minga (494 - 498) i w roku 502 ogłosił się cesarzem, zmieniając nazwę dynastii na Liang, przy czym przeszedł do historii jako cesarz Wu. Początek panowania Wudi naznaczony był wojną z Północną dynastią Wei (386 - 535), ciągnącą się od początków panowania Południowej dynastii Qi. W roku 507 wojska Liang zadały siłom dynastii Wei poważną klęskę, jednak sytuacja Południa pogorszyła się kiedy tubylcze plemiona, nakłonione do tego przez wysłanników Północy, podniosły rebelię. W jej wyniku władza dynastii Liang nad górnym biegiem Jangcy znacznie osłabła i siła Południa bardziej niż kiedykolwiek została ograniczona do regionu Nankinu. Pokój pomiędzy oboma chińskimi państwami został zawarty w roku 515. Na szczęście dla Południa siły Północnej dynastii Wei w tym okresie zaczęły podcinać bunty wodzów rządzącego plemienia Tuoba.
Panowanie Wudi jest znane przede wszystkim z jego patronatu nad buddyzmem i literaturą. Jako cesarz raczej nie interesował się sprawami państwa, pozostawiając władzę dworowi. W roku 547 jeden z wodzów Tuoba, Hou Jing, próbował zawrzeć prywatny sojusz z dynastią Liang dla wzmocnienia swojej pozycji. Sojuszu chciał jednak także władca tworzącej się Północnej dynastii Qi (550 - 577), zamierzający stłumić rebelię Hou Jinga, i na dworze Wudi powstał w tej sprawie impas. Hou Jing sprzymierzył się z jednym z książąt w Liang i w roku 548 zaatakował kraj. W następnym roku zdobył stolicę i zabił Wudi. Jako człowiek z Północy nie miał on jednak wystarczającego oparcia na Południu, a dodatkowo zniechęcił do siebie koła dworskie surowością z jaką potraktował tych, którzy pomogli mu w zdobyciu władzy. W roku 552 pokonał go syn Wudi, Xiao Yi, który przeszedł do historii jako cesarz Yuan (552 - 555). Był on wcześniej księciem w rejonie górnej Jangcy i jego zwolennicy nie chcieli przenosić się do oddalonego od centrum ich interesów Nankinu. Stąd stolicą zostało dzisiejsze Hankou. Yuandi pozostawił wschodnie terytoria w ręku dwóch generałów, którzy wkrótce się od niego uniezależnili. Na zaproszenie i przy poparciu jednego z południowych stronnictw inwazji państwa Liang dokonała armia tworzącej się właśnie Północnej dynastii Zhou (557 - 580) i w roku 555 zdobyła stolicę. Był to właściwie koniec dynastii Liang. Książęta z jej rodu rządzili w Hankou jako lennicy Północy aż do roku 587, używając tytułu króla (Wang), a ich państwo jest znane jako Zachodnia dynastia Liang. Pretensje do władzy cesarskiej na południu przejęła Dynastia Chen (557 - 589), założona przez generała Chen Baxiana (557 - 566).